# 傑利達區
36°11′51″N 2°06′27″E / 36.19750°N 2.10750°E

傑利達區（阿拉伯语：‎），是阿爾及利亞的行政區，位於該國北部，由艾因迪夫拉省負責管轄，首府設於傑利達，面積486平方公里，2008年人口73,290，人口密度每平方公里151人。